# Idrissa Ouédraogo
Idrissa Ouédraogo (Banfora, 21 januari 1954 – Ouagadougou, 18 februari 2018) was een Burkinees filmmaker.

## Biografie
Ouédraogo is opgeleid in Ouagadougou, Parijs en Kiev. Na het behalen van zijn diploma aan het Institut africain d'études cinématographiques in Ouagadougou werkte hij vanaf 1981 aan verschillende korte films, waaronder Poko, dat op het Panafrikaans Festival van Ouagadougou voor Film en Televisie de eerste prijs won. In 1986 maakte hij zijn eerste film van lange speelduur Yaam Dabo, waarop in 1988 Yaaba en in 1990 Tilaï volgden. Voor deze laatste ontving hij bij het Festival van Cannes 1990 de Grand Prix.
In 2002 droeg hij met een episode aan de film 11'09"01 September 11 bij. Ook produceerde hij in dat jaar de televisieserie Kadi Jolie, die ook op de Franse televisie te zien was.
In 2017 werd hij in de Academy of Motion Picture Arts and Sciences (AMPAS) opgenomen, die jaarlijks de Oscars uitreikt.

## Speelfilms
- 1986: Yam Daabo
- 1989: Yaaba
- 1990: Tilaï
- 1991: A Karim na Sala
- 1993: Samba Traoré
- 1994: Le Cri du cœur
- 1997: Kini and Adams
- 2003: La Colère des dieux

- Bibsys: 99025081
- Bibliothèque nationale de France: cb14020404m (data)
- Gemeinsame Normdatei: 141491930
- International Standard Name Identifier: 0000 0001 1458 7840
- Library of Congress Control Number: no2007045609
- Nationale Bibliotheek van Polen: a0000002901439
- Nederlandse Thesaurus van Auteursnamen: 099962829
- Système universitaire de documentation: 059541059
- Virtual International Authority File: 165201536
- WorldCat: E39PBJvxwHJKBFRdMWhdyRw6Kd